# Gražvydas
Gražvydas ist ein litauischer männlicher Vorname. Die weibliche Form ist Gražvydė.

## Herkunft
Der Vorname ist abgeleitet von gražus (dt. 'schön') + Vydas.

## Personen
- Gražvydas Kazakevičius (* 1963), Lehrer und Bildungspolitiker,  Vizeminister
- Gražvydas Mikulėnas (*  1973), Fußballspieler